# 火曜 (漫画家)
火曜（かよう）は、日本の漫画家。

## 来歴
2012年、『まんがタイムきららMAX』（芳文社）に掲載された読み切り『彼氏ってどこに行ったら買えますの!?』が同誌6月号より連載化される。
2016年、『まんがタイムきららフォワード』（同）7月号より『ちょっといっぱい!』の連載を開始。

## 主な作品

### 漫画
- 真・恋姫†無双 萌将伝〜乙女満漢全席〜（原作・監修：BaseSon、『まんが4コマぱれっとonline』2011年 - 2012年連載、一迅社、全1巻）
- 彼氏ってどこに行ったら買えますの!?（『まんがタイムきららMAX』2012年1月号・2月号（ゲスト掲載）、2012年6月号[1] - 2016年3月号、芳文社、全4巻）
- そわそわDrawing（『まんが4コマぱれっと』2013年9月号 - 2018年4月号、一迅社、全4巻）
- ちょっといっぱい!（『まんがタイムきららフォワード』2016年7月号[2] - 2023年5月号、芳文社、全10巻）

### 挿絵・イラスト
- 俺のフラグはよりどりみデレ（著：栗栖ティナ、あとみっく文庫、キルタイムコミュニケーション、全3巻）
- はなぢ店長じゃ、だめですか?（著：新木伸、ファミ通文庫、エンターブレイン）
- カイブツ×カノジョ（著：浅倉イネ、講談社ラノベ文庫、講談社、全2巻）

### アンソロジー
- 魔法少女まどか☆マギカ 4コマアンソロジーコミック 1（まんがタイムKRコミックス）
- ハナヤマタ アンソロジーコミック 1（まんがタイムKRコミックス）
- がっこうぐらし!アンソロジーコミック 穏（まんがタイムKRコミックス）